# 石井定吉
石井 定吉（いしい さだよし）は、江戸時代前期の武士。肥前国佐賀藩士。通称は源右衛門。晩年は宗源入道と称した。佐賀藩独礼石井伊予守家の4代当主。

## 来歴
肥前国佐賀藩主鍋島氏の重臣石井孫左衛門尉重次の嫡男として生まれる。母は石井蔵人忠清の娘。なお、父重次は初代藩主鍋島勝茂の再従兄である。
父重次とともに、佐賀藩祖鍋島直茂、初代藩主勝茂に仕えた。慶長15年（1610年）、父重次が死去し、家督を相続。
晩年は家督を嫡男喜左衛門利之に譲って、隠居・出家し、宗源入道と称するとともに、万治2年（1659年）には石井一族の由緒・勲功を後世に伝えんと『石井同苗中戦功其外御奉公之次第五拾壱ヶ條』（石井一門御奉公次第書）として書き遺した。
また、嫡男喜左衛門利之が定吉に先立ち死去（万治元年）し、最晩年は孫の孫左衛門尚政の家督を後見した。
寛文3年（1663年）3月12日死去した。